# Titularbistum Attanasus
Attanasus  (ital.: Attanaso) ist ein Titularbistum der römisch-katholischen Kirche.
Es geht zurück auf ein früheres Bistum der antiken Stadt Attanasos in der kleinasiatischen Landschaft Phrygien im Westen der heutigen Türkei. Das Bistum gehörte der Kirchenprovinz Laodicea ad Lycum an.
| Titularbischöfe von Attanasus |                             |                                                                                    |              |                |
| Nr.                           | Name                        | Amt                                                                                | von          | bis            |
| 1                             | Lawrence Pullen Hardman SMM | Apostolischer Vikar von Zomba (Njassaland/Föderation von Rhodesien und Njassaland) | 15. Mai 1952 | 25. April 1959 |
| 2                             | Joseph-Albert Malula        | Weihbischof in Léopoldville (Belgisch-Kongo/Demokratische Republik Kongo)          | 2. Juli 1959 | 7. Juli 1964   |